# 363623 Chelcicky
363623 Chelcicky este o planetă minoră (asteroid) din centura de asteroizi. A fost descoperită pe 15 august 2004 la Observatorul Kleť de Observatorul Kleť. 
Obiectul prezintă o orbită caracterizată de o semiaxă mare de 2,8986244290267 UAi, o excentricitate de 0,22, o înclinație de 11,1 ° în raport cu ecliptica.